# Нунен, Майкл (футболист)
Майкл Нунен (англ. Michael Noonan; родился 31 июля 2008, Дублин, Ирландия) — ирландский футболист, нападающий клуба «Шемрок Роверс».

## Клубная карьера
Уроженец Дублина, Нунен начал футбольную карьеру в академии клуба клуба «Баллиулстер Юнайтед». В мае 2022 года присоединился к футбольной академии клуба «Сент-Патрикс Атлетик». 14 октября 2024 года Нунен дебютировал за основную команду «Сент-Патрикс Атлетик», выйдя на замену в матче чемпионата Ирландии против клуба «Богемиан». Спустя несколько дней также стало известно о том, что в подписании Майкла заинтересован «Манчестер Сити».
15 января 2025 года присоединился к клубу «Шемрок Роверс». 13 февраля 2025 года дебютировал за новую команду, выйдя в стартовом составе на игру плей-офф Лиги конференций против норвежского «Молде» и забив единственный гол в матче. В возрасте 16 лет и 197 дней Нунен стал самым молодым автором забитого мяча в истории Лиги конференций и вторым во всех еврокубках, уступив Нии Лэмпти, который забил гол в Кубке УЕФА в возрасте 16 лет и 80 дней.

## Карьера в сборной
Выступал за сборные Ирландии до 15, до 16 и до 17 лет.